# Xian de Guantao
Le xian de Guantao (馆陶县 ; pinyin : Guǎntáo Xiàn) est un district administratif de la province du Hebei en Chine. Il est placé sous la juridiction de la ville-préfecture de Handan.

## Démographie
La population du district était de 274 810 habitants en 1999.